# David Davies (ur. 1970)
David Davies (ur. 27 czerwca 1970 w Londynie) – brytyjski polityk, członek Partii Konserwatywnej. W latach 2005–2024 roku poseł do Izby Gmin z okręgu Monmouth. Od 2022 do 2024 minister ds. Walii.

## Życiorys
Urodził się w 1970 roku w Londynie. Ukończył Bassaleg School (Bassaleg to przedmieście Newport), następnie podjął pracę w British Steel. Po opuszczeniu tej firmy pracował w branży turystycznej oraz w firmie rodziców, Burrow Heath Ltd. Służył też w Territorial Army w jednostce obrony przeciwlotniczej.
W latach 1995–2007 był członkiem Parlamentu Walijskiego. W 2005 roku został wybrany posłem do Izby Gmin z okręgu Monmouth. Uzyskał reelekcję w 2010, 2015, 2017 i 2019 roku.
25 października 2022 objął stanowisko ministra ds. Walii w gabinecie Rishiego Sunaka, które zajmował do czasu dymisji tego gabinetu.
W wyborach w 2024 nie został ponownie wybrany do Izby Gmin.